# Neustadt/Harz
Neustadt/Harz é uma localidade e antigo município da Alemanha localizado no distrito de Nordhausen, estado da Turíngia. Pertence ao Verwaltungsgemeinschaft de Hohnstein/Südharz. Desde julho de 2018, forma parte do município de Harztor.